# Tagmersheim

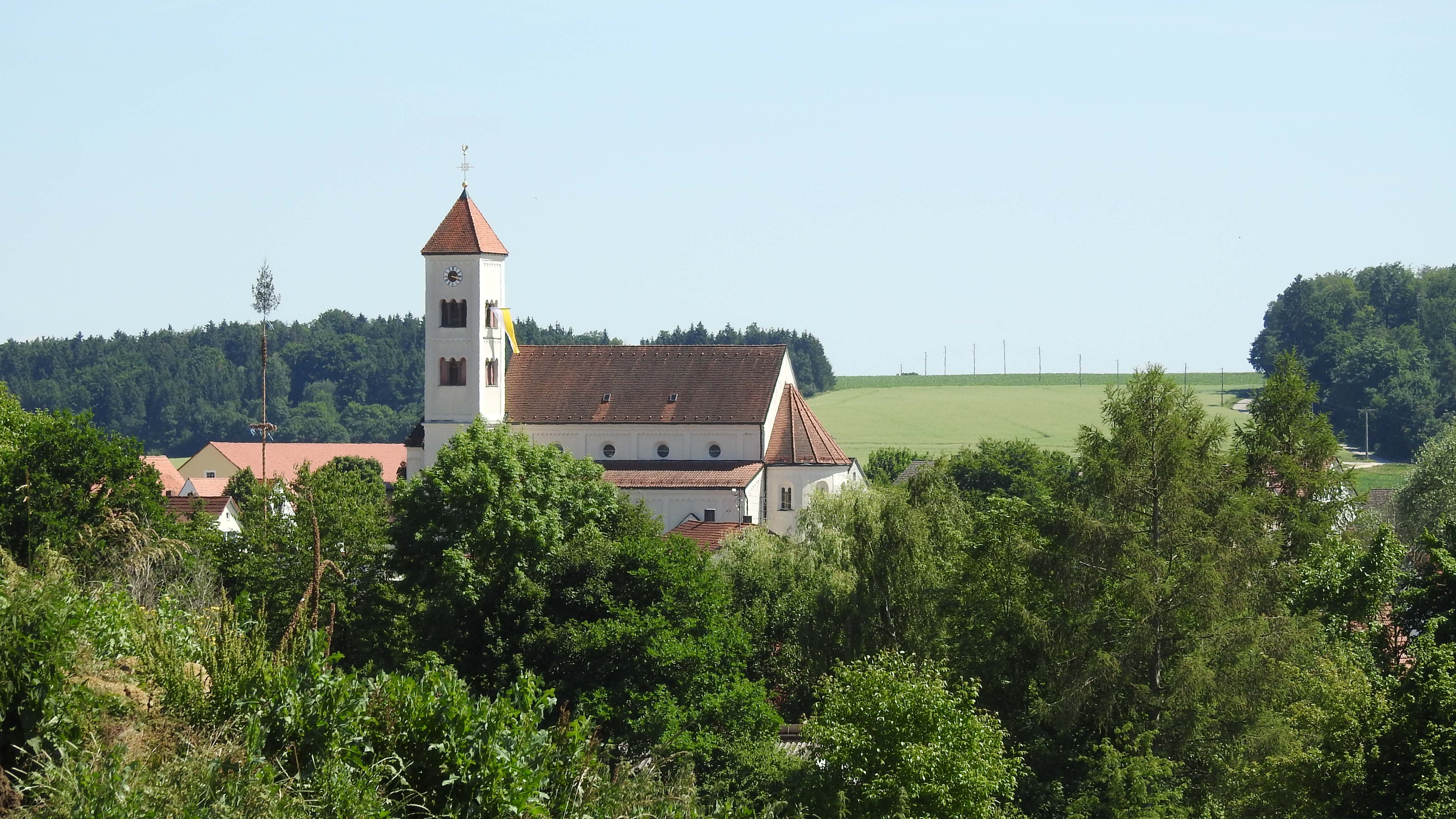
Tagmersheim von Nordwesten

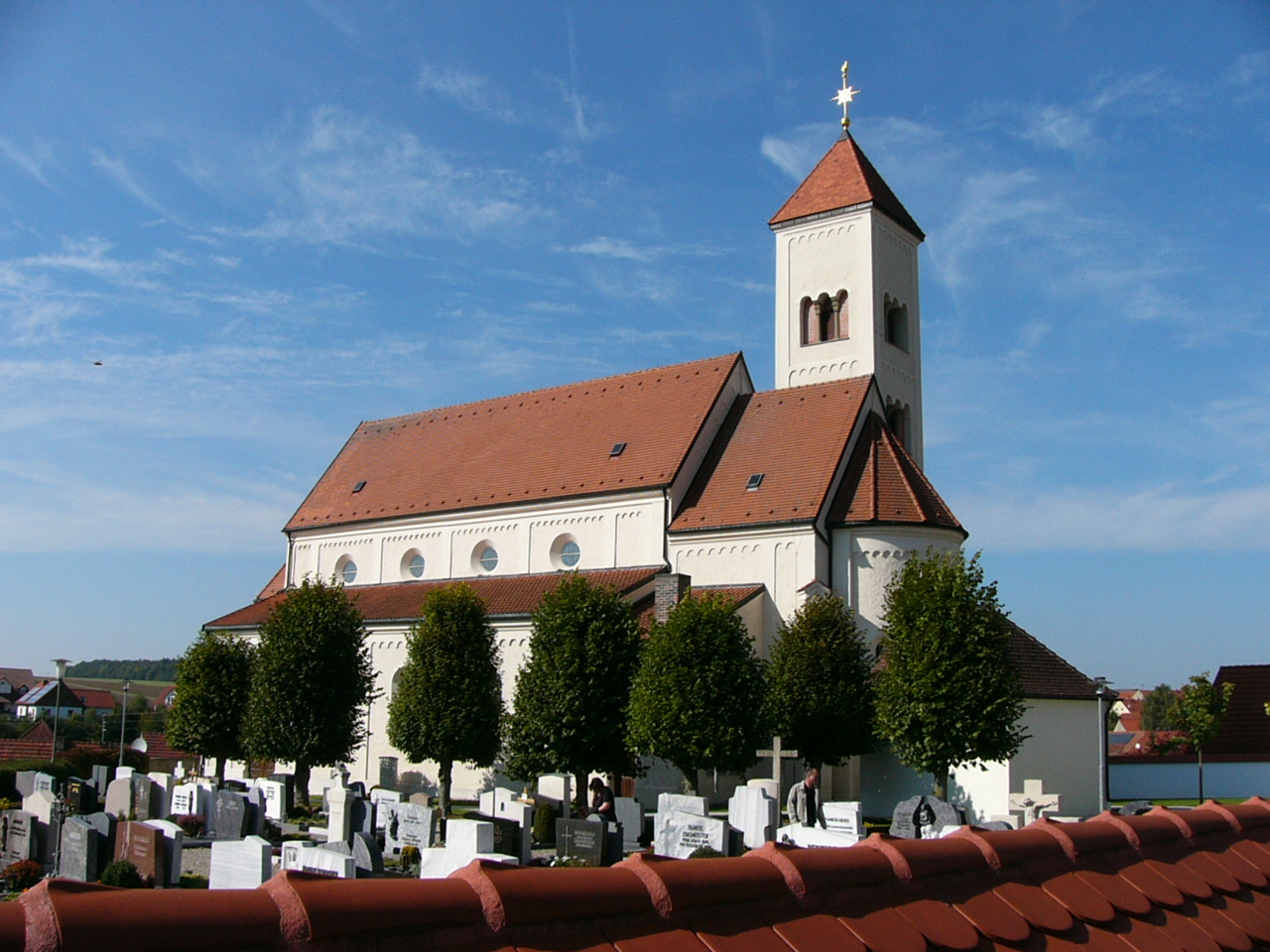
Pfarrkirche St. Jakobus

Tagmersheim (umgangssprachlich Damascha) ist eine Gemeinde im schwäbischen Landkreis Donau-Ries. Die Gemeinde ist Mitglied der Verwaltungsgemeinschaft Monheim.

## Geographie
Tagmersheim liegt in der Planungsregion Augsburg, ca. 19 km nordöstlich von Donauwörth.
Es gibt zwei Gemeindeteile (in Klammern ist der Siedlungstyp angegeben):
- Blossenau (Kirchdorf)
- Tagmersheim (Pfarrdorf)

Die zwei Orte bilden zugleich die zwei Gemarkungen, die es auf dem Gemeindegebiet gibt.

## Geschichte

### Bis zur Gemeindegründung
Die Wasserburg Tagmersheim im Besitz der Familie von Otting wurde 1523 durch den Schwäbischen Bund zerstört und nicht wieder aufgebaut. Die Besitzer der Burg hatten sich als Unterstützer des Raubritters Hans Thomas von Absberg Feinde geschaffen, das Geschlecht der Otting starb 1578 im Mannesstamm aus. Tagmersheim war vor 1800 Amtssitz und gehörte seit 1672 den Grafen von Pestalozza, die auch die Hochgerichtsbarkeit besaßen. Der Ort war Teil des Kurfürstentums Bayern und bildete eine geschlossene Hofmark, deren Sitz Tagmersheim war. Im Zuge der Verwaltungsreformen im Königreich Bayern entstand mit dem Gemeindeedikt von 1818 die heutige Gemeinde.

### 19. und 20. Jahrhundert
Im Jahr 1848 wurde das seit 1818 bestehende Patrimonialgericht aufgehoben.
Von 1965 bis 1973 wurde die Flurbereinigung durchgeführt und zum Abschluss ein St.-Jakobus-Mosaikstandbild des Künstlers Peter Recker aufgestellt.

### Eingemeindungen
Im Zuge der Gebietsreform in Bayern wurde am 1. Juli 1972 die Gemeinde Blossenau eingegliedert.

### Einwohnerentwicklung
Zwischen 1988 und 2018 wuchs die Gemeinde von 1069 auf 1088 um 19 Einwohner bzw. um 1,8 %.
- 1961: 0978 Einwohner
- 1970: 0960 Einwohner
- 1987: 1025 Einwohner
- 1991: 1106 Einwohner
- 1995: 1096 Einwohner
- 2000: 1084 Einwohner
- 2005: 1070 Einwohner
- 2010: 1042 Einwohner
- 2015: 1096 Einwohner

## Politik
Seit 1. Mai 2008 war Georg Schnell (FWG) Bürgermeister, der Bürgermeisterin Centa Büttner (CSU, 24 Jahre im Amt) ablöste. Dieser wurde am 16. März 2014 wieder gewählt. Als neue Bürgermeisterin ab 1. Mai 2020 wurde bei der Kommunalwahl am 15. März 2020 Petra Riedelsheimer (CSU) gewählt; sie war einzige Bewerberin.
Im Gemeinderat mit zwölf Mitgliedern haben in der Amtszeit 2020–2026 alle vier angetretenen Parteien beziehungsweise Wählergruppe jeweils drei Sitze: CSU, Freie Wählergruppe Tagmersheim, Bürgervereinigung Blossenau und Tagmersheimer Liste.

## Wappen
| Gemeindewappen | Blasonierung: „In Blau unter einer halben goldenen Sonne am oberen Schildrand ein aus goldenem Dreiberg aufwachsender beblätterter und gegabelter silberner Zweig, daran zwei silberne Heckenrosen mit blauen Butzen.“ |
| Gemeindewappen | Wappenführung seit 1960. |

Das Kirchdorf Blossenau führte bis zur Gebietsreform ein Wappen.

## Wirtschaft und Infrastruktur

### Wirtschaft einschließlich Land- und Forstwirtschaft
2017 gab es in der Gemeinde 187 sozialversicherungspflichtige Arbeitsplätze. Von der Wohnbevölkerung standen 461 Personen in einem versicherungspflichtigen Beschäftigungsverhältnis. Die Zahl der Auspendler war damit um 274 höher als die der Einpendler. 10 Einwohner waren arbeitslos.
Im Jahr 2016 bestanden 14 landwirtschaftliche Betriebe; 2003 waren es noch 26. Von der Gemeindefläche waren 689 ha landwirtschaftlich genutzt. 513 ha waren Ackerfläche und 177 ha Dauergrünland.

### Bildung
Im Jahre 2018 gab es folgende Einrichtungen:
- eine Kindertageseinrichtung mit 54 Plätzen und 46 Kindern
- eine Volksschule (Grundschule) mit drei Lehrern, drei Klassen und 62 Schülern

## Persönlichkeiten
- Herbert Lang (* 1936), Pfarrer und Historiker, ist im Ort geboren und aufgewachsen.
- Doris Schröder-Köpf (* 1963), deutsche Journalistin und Buchautorin, ist hier aufgewachsen.